# わたしが竜宮小僧だったとき
『わたしが竜宮小僧だったとき』(わたしがりゅうぐうこぞうだったとき)は日本の歌手柴咲コウの楽曲。初出は2017年11月22日発売のオリジナル・サウンドトラック『NHK大河ドラマ『おんな城主 直虎』音楽虎の巻 サントラ』であり、後に2023年11月29日発売の企画アルバム『KO SHIBASAKI ACTOR'S THE BEST -Melodies of Screens-』にも収録されており、NHK大河ドラマ『おんな城主 直虎』の挿入歌となっている。

## 概要
本作はNHK大河ドラマ『おんな城主 直虎』の挿入歌となっており、初出は2017年11月22日発売の『NHK大河ドラマ『おんな城主 直虎』音楽虎の巻 サントラ』であり、ドラマの音楽制作を手掛ける菅野よう子によって制作された。
柴咲は本作に関して、特に役として歌ったと言う意識はなかったと言い、演じた「直虎」と言う役柄から、自然にそこはかとなく少女性のようなものが押し出される形となったのだと言う。
柴咲はさらに@Pressにて以下のようにコメントを寄せている。
そこはかとない哀しみを纏いつつもまっすぐに笑顔を向ける直親。
本心を秘めながら経を謳うかの如く言葉を放つ政次。
飄々としながら時折ギラリと鋭い眼光を向ける龍雲丸。
直虎が後見として必死に繋いだ、直親の嫡男、直政。
戦国の世に生まれ、その波に呑まれそうになりながらも、彼らと向き合いなんとか希望を繋いでいった直虎。私は直虎を「演じる」というより、「我が直虎である」という、その一心で、一年以上自分の人生を捧げ、没頭するように生きていたと思います。
どんなに辛い世の中であったとしても、自ら湧き出る祈りは止めることはできないー己の“不屈の精神”と“利他精神”を改めて問われるようなドラマでした。
今でも自身のライブで「わたしが竜宮小僧だったとき」を歌う際には、このドラマの走馬灯のようなものが脳内を駆け巡っています。—柴咲コウ

## 収録曲
1. わたしが竜宮小僧だったとき
作詞：森下佳子・菅野よう子 / 作曲・編曲：菅野よう子
NHK大河ドラマ『おんな城主 直虎』劇中歌